# Ткач, Сергей Фёдорович
Сергей Фёдорович Ткач (укр. Сергій Федорович Ткач, 15 сентября 1952, Киселёвск, Кемеровская область, РСФСР, СССР — 4 ноября 2018, Житомир, Украина) — советский и украинский серийный убийца, насильник, педофил и некрофил, известный по местам совершения преступлений как «Павлоградский маньяк» и «Пологовский маньяк». В период с 1980 по 2005 годы убил не менее 37 человек, преимущественно несовершеннолетних девочек. Всего Ткач сознался изначально в 80, затем в 113 убийствах, каждое из которых было сопряжено либо с изнасилованием, либо с удовлетворением половой страсти в извращённой форме, и был приговорён в общей сложности к четырём пожизненным срокам заключения. Отбывал наказание в житомирской исправительной колонии №8, где и умер 4 ноября 2018 года от сердечной недостаточности.

## Жизнь до убийств
Сергей Ткач родился 15 сентября 1952 года в городе Киселёвскe (Кемеровская область) в многодетной семье шахтёра. В школе увлекался тяжёлой атлетикой, даже достиг определённых успехов: стал чемпионом Киселёвска по поднятию штанги среди юниоров. Не раз был в призёрах первенства Кузбасса в данном виде спорта. Стал кандидатом в мастера спорта, но, повредив в ходе тренировки сухожилие на левой руке, потерял шансы добиться успехов в большом спорте.
Служил в рядах Советской армии, военно-учётная специальность — техник-геодезист. После службы был рекомендован на работу в милицию. Некоторое время учился заочно в Новосибирской спецшколе милиции МВД, однако не окончил её: на должности эксперта-криминалиста в Кемеровском РОВД допустил служебную фальсификацию и в 1979 году был вынужден написать рапорт об увольнении; существует версия, что Ткач мстил системе за несостоявшуюся карьеру.
В начале 1980-х годов после развода переехал в Украинскую ССР на постоянное место жительства — сначала в крымский посёлок Скворцово, где остались жить его родители, затем — в город Павлоград Днепропетровской области, намного позднее, в 2000 году — в Пологи Запорожской области; впоследствии получил прозвища «Павлоградский маньяк» и «Пологовский маньяк». Сменил много профессий, работал на железнодорожной станции, на нескольких шахтах, заводах и в колхозах.

## Почерк
По его собственному признанию, убийства с изнасилованиями в извращённой форме Сергей Ткач совершал с 1980 по 2005 годы на территории Крыма, Запорожской, Харьковской и Днепропетровской областей. В качестве жертв выбирал девочек и девушек от 9 до 20 лет, которых обычно выслеживал в лесопосадках вблизи железнодорожного полотна и автострад, считая, что подозрение падёт на какого-то приезжего. Перед убийством выпивал стакан водки с димедролом. Нападал сзади, пережимал сонную артерию и после убийства насиловал. Затем брал что-то на память: золотые украшения, помаду, зеркальце, сумочку или нижнее бельё жертвы.
Будучи знаком с оперативной практикой милиции, Ткач не оставлял следов на телах своих жертв: снимал с них все предметы одежды и обуви, на которых могли бы остаться отпечатки его пальцев, тщательно уничтожал улики, не оставляя на месте преступления окурков и объедков, затаптывал следы, пользовался презервативами, чтобы «не оставлять биологических следов». С места преступления уходил по шпалам, чтобы служебные собаки были не в состоянии взять след.
«Сергей Ткач — один из самых хитрых маньяков мира, — говорится в его деле. — Однажды он возвращался с очередного убийства, в карманах лежали вещи жертвы. Навстречу шёл патруль милиции. Ткач забежал в сельский туалет и стал мастурбировать. Милиционеры подумали, что онанист не может быть маньяком».

## Убийства

### Крымская область
Впервые совершил убийство, по его свидетельству, в 1980 году в Симферополе — задушил и изнасиловал молодую девушку, затем сам позвонил в милицию, чтобы «помочь коллегам по службе обнаружить труп». Дежурный по РОВД отказался назвать своё имя, и Ткач повесил трубку. «Так началась моя 25-летняя беготня…» — впоследствии рассказывал он.

### Днепропетровская область
31 октября 1984 года в городе Павлограде Днепропетровской области была убита 10-летняя Ольга Дмитренко. Её тело с признаками изнасилования и удушья было найдено 2 ноября на заброшенном маслозаводе. У девочки исчезла нотная тетрадь и часы.
13 февраля 1985 года была убита 8-летняя Ольга Шувалова. Родители видели, как школьница зашла в подъезд, но до квартиры так и не добралась. Тело девочки нашли в тот же день в подвале дома. Весной того же года в реке Волчья был обнаружен труп 20-летней девушки. Эксперт-криминалист установил, что убийца сначала задушил свою жертву, а потом изнасиловал.
В октябре 1987 года Ткач совершил изнасилование 11-летней Валентины Осининой в селе Варваровка и 17-летней девушки в Павлограде, в июне 1988 года — убийство 9-летней и изнасилование 12-летней девочки в городе Терновке, в апреле 1989 года было две 15-летние жертвы в Павлограде. 28 июля того же года 8-летняя Ольга Светличная поехала на велосипеде в магазин за хлебом и не вернулась, а под вечер в лесопосадке всего в 300 метрах от дома было обнаружено её тело. Этим же летом в августе Ткач совершил ещё одно убийство 9-летней девочки.
В 1990 году — снова 3 жертвы: две девочки убиты, одна изнасилована, в 1993 году — 4 убийства несовершеннолетних, в 1995 году — 3 убийства, в 1996 году — 2 убийства, в 1997 году — 3 убийства, в 1998 году — 2 изнасилования и 3 убийства, в 1999 году было обнаружено 2 тела.

### Харьковская область
В 1995 году совершил убийство в Харьковской области, где якобы оказался случайно на одном из вокзалов. На воспроизведении обстановки и обстоятельств события Ткач рассказал следователям, что, изрядно выпив, бесцельно шёл по тополиной аллее мимо кладбища и случайно встретил девочку.

### Запорожская область
В 2000 году супруга Сергея Ткача Людмила получила должность заместителя директора маслобойного завода в Запорожской области, куда они перебрались с семьёй. В 2003 году в городе Пологи Ткач совершил 1 изнасилование (Ирины Бодровой) и 1 убийство (15-летней Валентины Скуратовой). В 2004 году жестоко расправился с двумя девочками — Еленой Кирилловой и Юлией Литовченко.
Летом 2005 года появилась первая свидетельница, запомнившая, как выглядел преступник. 18-летней Ольге Топаловой одной из немногих удалось выжить после нападения, она потеряла сознание, Ткач решил, что она мертва. Девушка рассказала, что нападавший был с усами и приехал на велосипеде. По её описанию был составлен фоторобот предполагаемого преступника. После этого в Пологах были убиты ещё две школьницы: 14-летние Альбина Ноздрина и Марина Михалюк.
Последней жертвой Сергея Ткача стала дочь его соседа, 9-летняя Екатерина Харуджия. После убийства Ткач пришёл на её похороны. Убийство было совершено почти рядом с домом — на берегу местной реки, где девочка загорала со своими друзьями. Когда Харуджия пропала, нашёлся свидетель (местный житель и сослуживец Сергея Ткача), который сообщил в милицию о том, что видел, как тот купался с девочкой и её сверстницами.

### Другие убийства
По мнению днепропетровского следователя по особо важным делам Валерия Миргородского, который входил в следственную группу, созданную Генеральной прокуратурой Украины для расследования убийств, совершённых Сергеем Ткачом, самой большой сложностью был фактор давности. С 1980-х годов, когда в Павлограде были совершены первые убийства, на момент задержания Ткача прошла почти четверть века, и многие документы не сохранились. Сопоставляя явки с повинной, которые давал подозреваемый, с нераскрытыми уголовными делами, сохранившимися в архиве, следователи обнаружили, что по многим эпизодам дело даже не возбуждалось.
В частности, Ткач признался, что в одном из сёл Павлоградского района он убил девочку и закопал во дворе заброшенной хаты. Тогда в возбуждении уголовного дела по факту исчезновения ребёнка было отказано. Через 3 года, когда кто-то купил эту хату и начал во дворе строительство, её останки были найдены и опознаны. Но и тогда дело не возбудили: причину смерти определить уже было нельзя. Там же, в Павлограде, следственная группа не нашла и документальных следов ещё одного убийства: труп девочки, найденный в колодце теплотрассы через несколько месяцев после её гибели, милиция тоже не сочла криминальным.
За 2 года проживания в Крыму Ткач совершил, по его собственному признанию, 5 убийств. Но с 1980 по 1982 годы такие преступления не зарегистрированы, хотя убийца очень подробно описал, как задушил и изнасиловал девочку примерно лет восьми в селе Червоном, а потом присыпал землёй и ветками, как убивал девушек недалеко от вокзала, на плато в Симферополе и возле телецентра. Возможно, жертвы выжили после нападения преступника и просто не подавали заявлений в милицию. Убитые Сергеем Ткачом девушки могут также до сих пор числиться пропавшими без вести.
В Днепре, где он какое-то время жил и торговал на рынке кооперативными светильниками, преступник тоже оставил свой след — убил трёх девочек в жилмассивах Сокол и Победа. Но только по факту гибели одной из них — 16-летней студентки медучилища, которая, решив сократить дорогу, пошла через Лоц-Каменское кладбище, — было возбуждено уголовное дело. Оно так и не было раскрыто.

## Арест, следствие и суд
В ходе поисков убийцы украинская милиция также обращалась к услугам болгарской прорицательницы Ванги .
Сергей Ткач был арестован в своём доме на окраине города Пологи 5 августа 2005 года. Он встретил оперативников словами: «Я ждал вас 25 лет». Во время обыска в его доме были найдены женские зонтики, сумки, туфли, губные помады, детские тетради, куклы, украшения.

Будучи под следствием, он заявлял, что одним из стимулов убийств для него было желание доказать «полную профнепригодность оперативников». В 2012 году в интервью газете «Сегодня» Ткач рассказал:
Сейчас знаю, что с 1985 года я находился в оперативной разработке милиции Павлограда и области по этим злодеяниям. Меня неоднократно допрашивали также сотрудники прокуратуры области, милицейские капитаны. Может, они нынче по здешним этажам ходят в звании полковников, им сейчас должно быть стыдно… То есть меня по подозрению в тех преступлениях задерживали, но я приносил (показывает жестами деньги. — Авт.), строил такую версию, что меня отпускали тут же. Потом я уединялся, пил ночами и разговаривал со своей собакой. И снова совершал… Я хотел окончательно показать МВД, что они не умеют работать, а только водку жрать и задерживать пьяниц. Я видел, конечно, что там, на озере, кругом люди… И что меня побудило убить девочку, не знаю, просто не знаю… Я увлёк её под корягу и утопил там. Зверь, таких в природе нету, — так могу себя охарактеризовать.
Был осуждён в декабре 2008 года и приговорëн к пожизненному лишению свободы.
В 2010 году Сергея Ткача посетили на территории исправительной колонии члены оперативно-целевой группы, проводящей расследование серии убийств, который совершил тогда еще не разоблаченный серийный убийца Владимир Куцененко, известный под прозвищем «Харцызский душитель». Криминалисты попросили Ткача помочь следствию в деле составления психологического портрета «Харцызского душителя». Однако несмотря, на то, что он согласился и активно работал со следователями, согласно их свидетельствам, в деле его разоблачения мало чем помог.

Из воспоминаний криминалиста-психолога Юрия Ирхина о беседе с Сергеем Ткачом:
Сергей Ткач говорил много, но в основном о себе, о своей прошлой жизни, об обществе, в котором пришлось жить, и так далее...

## Характер и качества
В рамках уголовного дела была проведена судебно-психиатрическая экспертиза, в результате которой Сергея Ткача признали вменяемым. Экспертиза гласила:
В применении принудительных мер медицинского характера Сергей Ткач не нуждается. Ему свойственны такие индивидуально-психические особенности, как сильно выраженный эгоцентризм, эмоциональная холодность, обидчивость, уязвимость, мстительность и неспособность к установлению длительных тёплых отношений. А также повышенная злобность, раздражительность и агрессивность.
Участвовавший в экспертизе психиатр добавлял:
Он убивал, чтобы быть самым крутым среди убийц. В психиатрии есть даже такое понятие — «синдром Герострата», когда человек совершает преступление для того, чтобы прославиться. Ткач отдавал отчёт в своих действиях и в лечении не нуждается. Как и большинство маньяков, он эмоционально холоден, мстителен, с повышенной злобностью, агрессивностью и сильно выраженным эгоцентризмом. Именно такие черты характера и формируют серийного убийцу.

## Невинно осуждённые
К числу косвенно пострадавших от Сергея Ткача можно отнести ещё как минимум 11 человек, среди которых были и родственники убитых. Их жизнь была сломана преступлениями органов государственной власти — обвинениями и приговорами за убийства и изнасилования, совершёнными серийным убийцей. Все они давали показания под давлением. Впоследствии Генпрокуратура Украины расследовала серию уголовных дел в отношении сотрудников управления уголовного розыска ГУМВД в Запорожской области, которые, по версии следствия, «выбивали» показания из осуждённых по делу Ткача.

#### Игорь Рыжков
1 декабря 1987 года Игорь Рыжков был приговорён к высшей мере наказания — расстрелу, хотя государственный обвинитель просил назначить наказание в виде 15 лет лишения свободы. 20 мая 1988 года постановлением Пленума Верховного Суда УССР приговор по пяти эпизодам, в том числе двум убийствам и трём изнасилованиям, был отменён, а дело было направлено на новое расследование. В постановлении обращалось внимание на многочисленные нарушения, допущенные в ходе следствия, и слабую доказательную базу. Однако по одному изнасилованию и двум попыткам изнасилования Игорь Рыжков всё же был признан виновным, за что был осуждён на 10 лет лишения свободы в колонии усиленного режима (отсидел срок полностью). В 2008 году один эпизод был снят, в нём сознался Ткач, однако наказание Рыжкову было оставлено в силе.

#### Александр Чудных
Почти одновременно с Игорем Рыжковым задержали ещё нескольких павлоградцев. Четверо признались в тех же самых преступлениях, что и Рыжков. Но потом отказались от своих показаний, и дела против них были закрыты. Однако двоих — Валерия Коршуна и Александра Чудных — всё-таки осудили за преступления, которые они не совершали. Александр Чудных отсидел в тюрьме 10 лет.

#### Валерий Коршун
Валерий Коршун был признан виновным в совершении пяти изнасилований и в 1987 году был осуждён на 15 лет. Он отбыл срок полностью, вышел на свободу и вскоре умер от приобретённых в тюрьме болезней. Был реабилитирован лишь посмертно.

#### Владимир Светличный
В 1991 году Владимир Светличный, задержанный по подозрению в убийстве своей 9-летней дочери Ольги Светличной, а также в совершении ещё 22 преступлений, повесился в камере Днепропетровского СИЗО. Через 14 лет супруга Людмила Светличная выяснила, что её мужу не успели предъявить обвинения, и она не имеет права на компенсацию.

#### Яков Попович
Самым молодым из осуждённых был восьмиклассник Яков Попович, которого 16 октября 2002 года забрали прямо с уроков по обвинению в убийстве 9-летней родственницы Яны Попович; суд приговорил 14-летнего подростка к 15 годам тюрьмы (отсидел 8 лет 3 месяца). В 2005 году Сергей Ткач признался, что убил Яну Попович, однако Яков Попович продолжал сидеть до тех пор, пока «Пологовскому маньяку» не был вынесен приговор.

#### Виталий Каира
В 2003 году 23-летний Виталий Каира был обвинён в изнасиловании и убийстве 13-летней Ольги Прищепы и 24 апреля 2004 года был осуждён на 15 лет (отсидел 4 года 8 месяцев). В 2005 году Сергей Ткач сознался в убийстве девочки, его ДНК совпала с частицами ДНК, найденными под ногтями у Ольги Прищепы. В 2012 году экс-подполковник и два экс-полковника милиции, которые «выбивали» из Каиры признание, были приговорены к 5 годам лишения свободы с испытательным сроком в 3 года.

#### Николай Демчук
Николай Демчук вместо серийного убийцы провёл за решёткой 4 года 6 месяцев. Его заставили признаться в изнасиловании Илоны К. Во время допроса ему сломали ногу и повредили ребро. И хотя потерпевшая (она осталась жива) поясняла судье, что не помнит лица преступника и не может его опознать, в 2004 году Демчука приговорили к 10 годам лишения свободы. Впоследствии в этом изнасиловании сознался Ткач. Апелляционный суд Запорожской области отменил приговор. 25 февраля 2008 года Демчука выпустили.

#### Максим Дмитренко
Максим Дмитренко был обвинён в изнасиловании и убийстве 17-летней Светланы Старостиной. Дал признательные показания. Несмотря на отсутствие доказательств, он был приговорён к 13 годам лишения свободы. В марте 2012 года Высший специализированный суд по гражданским и уголовным делам отменил судебное решение от 2005 года, по которому Дмитренко без вины отсидел 7 лет 6 месяцев в тюрьме. Умер в 2015 году.

#### Николай Марусенко
В марте 2005 года инвалид второй группы с детства Николай Марусенко из села Балочки Пологовского района был обвинён в попытке задушить и изнасиловать несовершеннолетнюю Виталину К. годом ранее. Марусенко был отправлен на принудительное лечение в психбольницу, где он провёл 3 года. Ткач также сознался в этом преступлении, и дело пересмотрели «в порядке исключительного производства по вновь открывшимся обстоятельствам».

## Личная жизнь
До тюрьмы Сергей Ткач был дважды женат (по другой информации, был женат три раза). Первый раз женился и стал отцом двоих детей в родном Киселёвске. Его первая жена Наталья Стовба живёт в деревне и не хочет общаться с журналистами. В Павлограде познакомился с дочерью дальних, не кровных родственников Любовью Николаевной, тоже разведённой, у пары родилась дочь, и они поженились. После второго развода, вероятно, женился в третий раз, жил с новой женой в селе Вербки под Павлоградом, но позже вернулся к Любови.
9 декабря 2015 года женился на россиянке Елене Булкиной и в возрасте 64 лет снова стал отцом. Елена Ткач моложе супруга на 38 лет, по её словам, она впервые увидела серийного убийцу в 16 лет по телевизору во время судебного процесса, «заинтересовалась», но лишь в 2014 году начала его искать. Однако впоследствии стало известно, что Елена Булкина связывалась и с другими маньяками в колониях для пожизненно осужденных.
Перед встречей Булкина и Ткач переписывались около полугода. Личное знакомство на первом краткосрочном свидании состоялось 3 октября 2015 года, которое происходило через стекло в присутствии охранников. Тогда же Ткач сделал девушке предложение, и сразу же после этой встречи Елена начала собирать документы для подачи в ЗАГС. В интервью украинской газете «Факты» Елена рассказала:
Перед свиданием меня пригласил к себе начальник — побеседовать. Я, в принципе, знала, что он будет говорить. Но, честно, поворот разговора был довольно неожиданным. У меня вдруг спросили: «У вас все родственники живы?» Ну, говорю, кто-то жив, кто-то умер, а что? Оказывается, у них была своя версия, почему я вышла замуж за заключённого: возможно, кто-то из моих близких пострадал от его рук, и я хочу отомстить. Такой вот интересный вопрос. Я объяснила, что ни один родственник никогда в Украине не жил, и я сама впервые сюда приехала. Они: «А что же вас с ним связывает?» — «Любовь, — отвечаю, — отношения, больше ничего не связывает». — «А вы знаете, сколько ему лет?» — «Да». — «А вы знаете, за что он сидит? Вам не страшно?» — «Нет, не страшно». — «И всё-таки, если вы хотите отомстить, скажите, мы вас поймём». Начальник ещё спросил: «А что, у вас в России нет молодых парней?» У меня до сих пор в голове эта фраза… Несколько раз уточнил: «Вы точно идёте к нему на свидание?» «Да, — говорю, — я точно иду». А потом первые сутки нам с мужем устроили такой небольшой ад — проверяли каждый час.
На втором длительном свидании Елена забеременела, 24 декабря 2016 года у неё родилась дочь Елизавета, которую воспитывают родители Елены в городе Рыбинске Ярославской области. Елена сменила фамилию и работает в строительной фирме в Москве.

## Смерть
Сергей Ткач умер 4 ноября 2018 года от сердечной недостаточности в Житомирском учреждении исполнения наказаний № 8. В связи с тем, что никто из родных и близких преступника за его телом не явился, 7 ноября он был похоронен сотрудниками тюрьмы.

## В массовой культуре
- 2006 — «Маска смерти» из цикла «Честный детектив»
- 2008 — «Главный герой» (НТВ) (Выпуск от 21.12.2008)
- 2010 — «Превзойти Чикатило!» из цикла «Следствие вели…»
- 2011 — «Душегуб» из цикла «Криминальные хроники»
- 2011 — «Плетущий смерть» из цикла «Гениальный сыщик»
- 2012 — «Украинские сенсации» — «История маньяка Сергея Ткача» (2 части)
- 2013 — «Без вины виноватые: они сидели за серийных убийц» ток-шоу «Прямой эфир»
- 2017 — «Больше чем правда» — «Пологовский маньяк» (Выпуск от 18.09.2017)
- 2017 — «Русская жена украинского маньяка» из цикла «Новые русские сенсации»
- 2017 — «Счастливы вместе: выйти замуж за заключённого» ток-шоу «Андрей Малахов. Прямой эфир»
- 2018 — Inside The Worlds Toughest Prisons (Season 2, Episode 2 — Ukraine) (Netflix)
- 2018 — «Лига коррупции. Незаконно осуждённые и палачи в погонах» (Выпуск от 17.11.2018)
- 2018 — «Украинские сенсации. Живые потомки маньяков (Українські сенсації. Живі нащадки маніяків)» (Телеканал 1+1, Выпуск от 17.11.2018)
- 2018 — «Расследование Эдуарда Петрова. Маска смерти (Телеканал Россия 24, выпуск от 17.11.2018)
- 2018 — «Касается каждого. Смерть маньяка (Смерть маніяка. Стосується кожного)» (Телеканал «Інтер», выпуск от 19.11.2018)
- 2019 — «Слідство ведуть екстрасенси»